# Мальований Кіндрат Олексійович
Кіндрат Олексійович Мальований (10 березня (22 березня) 1846, м. Тараща, нині Київська область — 21 лютого (6 березня) 1913, м. Тараща) — засновник та духовний лідер впливової сектантської течії у вітчизняному штундизмі.

## Біографічні відомості
Народився в м. Таращі на Київщині в бідній міщанській родині, колісник.
Не вмів ані читати, ані писати, але володів даром красномовства. Сучасники згадували, що це був чоловік високого зросту, брюнет з різкими
рисами обличчя і рішучими жестами.
К.Мальований раніше зловживав спиртними напоями, страждав від безсоння, зазнавав приступів туги. Після бурхливого життя між церквою і корчмою, на 40-му році життя познайомився, як тоді називали, з «штундистами», пристав до їх віри і, як засвідчують церковно-жандармські протоколи, «при величезному здвигу народу і поліції був перехрещений». Після цього з великим запалом віддався євангельському богослужінню, доходячи до екстазу.
Паралельно із прийняттям баптизму Мальований тісно спілкувався із сектантами-містиками, що приїздили до своїх однодумців у Таращу. Очевидно, що ці люди належали до секти христовірів (хлистів). Про тісне спілкування Мальваного з христовірами повідомляв і М.Грушевський.
Через декілька років почав критикувати «формалізм та холодність баптизму». Згодом він дійшов висновку, що Ісус Христос був не людиною, а лише прообразом (чи синонімом) істини або правди; описувані в Біблії події називав притчею або передбаченням і вважав, що життя Христа ще попереду.
У травні–червні 1890 року Мальований розпочав проповідувати своє нове вчення — своєрідну переробку ідей духовного християнства, пієтизму, антитринітаризму та богомільського дуалізму. Він проголосив себе Ісусом Христом — Спасителем світу, досить швидко згуртувавши навколо себе значну кількість послідовників й очолив новоутворену релігійну секту, названу його ім'ям. Першим, хто визнав нове віровчення, були дружина і діти Мальованого. У перший рік кількість послідовників Мальованого досягла 200 душ.
1891 року психіатр Іван Сікорський виявив у нього ознаки психічного захворювання. За розпорядженням влади поміщений у Кирилівську лікарню в Києві, куди до нього були направлені православні місіонери з метою схилити до повернення у православ'я.
1905 року переведений до Казанської лікарні (Росія). Перебуваючи у Казанській в'язниці, він за допомогою однодумців (сам «спаситель»
був неписьменний — майже унікальний випадок у штундизмі) передавав в Україну «соборні послання». У центрі послань — протестантська ідея безпосереднього спілкування віруючого з Богом за допомогою Святого Духа, який входить у людину, перебуває в ній і керує нею, поки вона чиста, безгрішна.
Звільнений відповідно до царського маніфесту про віротерпимість від 17 квітня 1905, повернувся на батьківщину. Зблизився з відомим послідовником толстовства І. Трегубовим, почав проповідувати тихе та мирне життя.

## Вчення
На 1895 рік мальованство об'єднувало до 15 штундистських общин у Таращанському, Васильківському, Сквирському повітах Київської губернії, згодом поширилася у Херсонській і Харківській губерніях, з'явилося в м. Казані, куди приїздили мальованці Київщини для побачень зі своїм наставником, переселенцями-мальованцями. Їхнє вчення було занесене навіть до Іркутської губернії. Послідовники Мальованого в очікуванні кінця світу та приходу царства миру й справедливості, що, за їхнім переконанням, мало статися невдовзі, відмовлялися від військової служби й роботи на поміщиків, вживання м'яса та вина. Вони зазнавали гонінь за часів самодержавства, згодом — за радянської влади.